# Garmsar
Garmsar (persană گرمسار) este un oraș cu  51.673 loc. (in 2006) din provincia Semnan, Iran. Orașul este situat în nordul țării la marginea deșertului Dascht-e Kavir care se întinde până în Afganistan, la ca. 82 km sud-est de Teheran unde lucrează majoritatea locuitorilor din Garmsar.

## Fii și fiice ale orașului
- Mahmud Ahmadinejad

1. ↑  GeoNames